# پرچم باکینگهام‌شر
پرچم باکینگهام‌شر در ۳ فوریه ۲۰۱۱ پذیرفته شد.